# Завадовский, Василий Петрович
Граф Васи́лий Петро́вич Завадо́вский (21 июля (1 августа) 1798 — 10 (22) октября 1855) — русский государственный деятель, обер-прокурор 4-го департамента Сената. Тайный советник (1840), сенатор (1840).

## Биография
Сын фаворита Екатерины II, министра народного просвещения графа Петра Завадовского от брака с графиней Верой Николаевной Апраксиной. Родился 21 июля (1 августа) 1798 года в Петербурге, крещён был 31 июля 1798 года в Исаакиевском соборе при восприемстве брата Александра. Воспитание получил в доме родителей.
Двенадцати лет он был записан на службу канцелярским служителем в Комиссию составления законов и дошёл в этом звании до чина губернского секретаря. 9 февраля 1812 года был пожалован в камер-юнкеры, в 1818 году поступил в военную службу корнетом в лейб-гвардии Гусарский полк. В 1820—1822 годах был адъютантом В. В. Левашова, в 1822 году произведён в поручики и в ноябре того же года по болезни вышел в отставку.
В 1823—1826 годах — чиновник для особых поручений в Министерстве внутренних дел, в 1826 году был пожалован придворным званием камергера и чином церемониймейстера. Во время похорон Александра I и коронации Николая I был церемониймейстером. В 1828—1833 годах — обер-прокурор 4-го департамента Сената, сверх того с 1829 года управлял экспедицией ордена Св. Анны и с 1833 года состоял церемониймейстером ордена Св. Александра Невского.
В 1830 году Завадовский был награждён орденом Св. Владимира 3-й степени и чином действительного статского советника, а в 1831 году, во время холеры, был попечителем Московской части и своею деятельностью заслужил орден Св. Станислава 1-й степени, в 1833 году назначен членом консультации при Министерстве юстиции, в 1840 году пожалован в сенаторы с производством в тайные советники и в 1849 году почётным опекуном. С 1843 по 1845 года Завадовский по болезни был в заграничном отпуске.

Граф Завадовский имел значительное состояние (у него было более 3 тыс. душ крестьян), дачи на южном берегу Крыма и близ Петербурга, дом в Нарве, но дела его были расстроены. В 1833 году он получил от своего двоюродного брата графа Ивана Яковлевича Завадовского (7.5.1785—6.3.1833) наследство в 600 тыс. рублей, и по этому поводу К. Я. Булгаков, бывший с ним в большой дружбе, писал своему брату: 
Вот переход для Завадовского, которому приходилось круто от обстоятельств, ибо он очень дела расстроил. Теперь может еще не только поправить, но и иметь их в цветущем состоянии и, надеюсь, уже не впадет в прежние ошибки. Сыну его покойный оставил 900 душ, прекрасное имение...Завадовский наш воскреснет от этого наследства, его положение было очень затруднительно, но Бог добрых не оставляет, а он точно добрый человек.
По отзывам современников, Завадовский В. П. отличался видной, красивой наружностью и высоким ростом и был очень приветлив.
Умер 10 (22) октября 1855 года от воспаления кишечника; был похоронен в Фёдоровской церкви Александро-Невской лавры.

## Награды
- Орден Святого Владимира 3-й ст. (06.04.1830)
- Орден Святого Станислава 1-й ст. (13.09.1831)
- Орден Святой Анны 1-й ст. (01.01.1833, корона к ордену 29.03.1836)
- Орден Святого Владимира 2-й ст. (22.01.1848)
- Орден Белого орла (01.07.1851)

## Семья
С 31 октября 1824 года граф В. П. Завадовский был женат на первой красавице Петербурга Елене Михайловне Влодек (1807—1874), после они жили в разъезде. У супругов был единственный сын:
- Пётр (1828—20.12.1842), умер в Неаполе, был похоронен в Александро-Невской лавре, Фёдоровская церковь.